# Hollow (Alice in Chains)
Hollow è un singolo del gruppo rock statunitense Alice in Chains, pubblicato nel 2012 ed estratto dall'album The Devil Put Dinosaurs Here (2013).
La canzone è stata scritta da Jerry Cantrell.

## Tracce
- Download digitale

1. Hollow – 5:43